# Гладкогубий удав райдужний
Гладкогубий удав райдужний (Epicrates cenchria) — неотруйна змія з роду Гладкогубий удав родини Удавові. Має 2 підвиди.

## Опис
Загальна довжина сягає 2—2,5 м. Тулуб вальковатий, голова слабко відмежована від тулуба. Луска дрібна, гладенька, мають специфічний райдужний відлив. Підвиди, помітно відрізняються за забарвленням. E. c. cenchria забарвлено дуже ошатно. Фон коричневий з рожевим відливом. На спині чорні кільця або ромби, в яких розташовані яскраво-помаранчеві плями. E. c. polylepis забарвлено більш-менш у світлий колір. Темний кільцевий малюнок на спині ледве помітний.

## Спосіб життя
Полюбляє вологі тропічні ліси, заболочені рівнини, рідколісся та порослі чагарником передгір'я. Часто зустрічається біля водойм. Активний уночі. Харчується птахами та дрібними ссавцями.
Це живородна змія. Самиця народжує від 10 до 30 дитинчат.

## Розповсюдження
Мешкає від Центральної Америки до півночі Аргентини.

## Підвиди
- Epicrates cenchria cenchria
- Epicrates cenchria polylepis